# Ágape (livro)
Ágape é um livro cristão-religioso de autoria do sacerdote católico, cantor e escritor brasileiro Padre Marcelo Rossi. Publicado em 2010 pela editora Globo, a obra possui orações, reflexões sobre o Evangelho de São João e convida o leitor a conhecer ideais de amizade, caridade e amor.
O livro tornou-se um sucesso comercial no Brasil, atingindo vendas de mais de dez milhões de exemplares e inspirou o surgimento de sua respectiva versão infantil de nome Agapinho– Ágape para crianças de 2012, assim como o lançamento do álbum musical Ágape Musical (2011). Adicionalmente, Ágape recebeu edições internacionais publicadas na Europa e Ásia.

## Sinopse
Ágape é uma palavra de origem grega que significa o amor divino: o amor de Deus pelos seus filhos e ainda o amor que as pessoas sentem umas pelas outras inspiradas nesse amor divino. Na obra, Rossi apresenta trechos selecionados do Evangelho de São João e os reinterpreta. Como exemplo, ele utiliza líderes religiosos e pacifistas que, de alguma forma, contribuíram com a propagação do amor pelo mundo, como a albanesa Madre Teresa de Calcutá e a brasileira Zilda Arns.
Com prefácio escrito por Gabriel Chalita, Ágape tem intenção oracional e de reflexão teológica.

## Antecedentes e desenvolvimento
Em abril de 2010, foi divulgado que seria concedido a Rossi, o reconhecimento de Evangelizador Moderno pelo Prêmio Van Thuan de Solidariedade e Desenvolvimento, entregue anualmente em Roma e que reconhece, entre outros aspectos, aos serviços prestados por sacerdotes a evangelização e a inclusão da Igreja Católica na sociedade. Entretanto, Rossi sofreu uma lesão na perna esquerda, quando caiu de uma esteira ergométrica enquanto se exercitava, o que o deixou três meses em uma cadeira de rodas.  A situação trouxe insegurança sobre a possibilidade de realização de cirurgia e sobre a sua viagem a Roma. Foi neste cenário de incertezas que Rossi escreveu Ágape, ele comentou sobre a experiência dizendo: "tive que viver por dois meses como cadeirante, literalmente. Escrevi esse livro na mais profunda depressão, que nunca tinha tido na minha vida (...)".
Para superar a ocasião difícil que enfrentava, Rossi explicou que decidiu se curar pela fé. Dessa forma, recorreu a orações e considerou que o livro o ajudou a encontrar o amor ágape. Sobre o tema, ele realizou o seguinte comentário a agência Efe:
| “ | Em grego, ágape é o amor generoso, incondicional, sem limites, o amor que Jesus propôs; enquanto eros é o amor que o mundo está vivendo, um amor ciumento, invejoso que quer tudo para si próprio. Então, a proposta para uma sociedade que está cheia de eros, é levar o ágape. | ” |

## Recepção

### Vendas
Após o seu lançamento, Ágape vendeu 1.266.761 exemplares em menos de quatro meses no Brasil, estabelecendo um recorde para a editora Globo, além disso, figurou no topo de livros mais vendidos da editora nos anos de 2010 e 2011, respectivamente. Ao todo, o livro possui vendas de mais de dez milhões de exemplares.

### Acusação de plágio
A escritora Izaura Garcia acusou Rossi de plágio no texto "Perguntas e Respostas – Felicidade! Qual é?" presente em Ágape. Garcia clamava como sendo de sua autoria o texto, que segundo a mesma, havia sido publicado em Nunca Deixe de Sonhar (2002) e portanto, não seria de autoria de Madre Teresa de Calcutá como constava na obra. Em 2013, foi realizado um acordo extrajudicial entre ela e a editora Globo, no qual recebeu o valor de R$ 25 mil reais e de acordo com a mesma, houve o comprometimento de ser inserido seu nome em posteriores edições de Ágape. Em 2018, Garcia resolveu entrar com uma queixa-crime contra Rossi e a editora, alegando que o acordo não havia sido cumprido na íntegra, pois seu nome não constava na edição posterior da obra, além disso, solicitou uma indenização por violação de direitos autorais no valor de 50 milhões de reais.
Em abril de 2019, a justiça determinou a suspensão da publicação, comercialização e distribuição de Ágape, até que fosse comprovada a retificação do texto, com a inserção do nome da autora. Entretanto, a polícia investigou o caso e descobriu que Garcia havia apresentado documentos falsos. Segundo a investigação, foi com este falso registro na Biblioteca Nacional que ela convenceu a editora de que era a autora do trecho e conseguiu o acordo. Na Biblioteca, porém, não havia nenhuma certidão do texto. Com isso, no lugar de indenização pretendida, ela e suas advogadas tiveram a prisão decretada e passaram a responder ao processo em liberdade pelo uso do documento fraudado e outras três infrações: formação de quadrilha, denunciação caluniosa e estelionato. Rossi não quis comentar sobre o caso mas disse que havia perdoado Garcia.

## Publicações
Ágape foi publicado no Brasil pela editora Globo em agosto de 2010. Em adição, foi anunciado que a renda obtida pelo livro, seria revertida para a construção do Santuário Mãe de Deus Theotókos, antigo Santuário do Terço Bizantino, em um projeto de Ruy Ohtake. Em novembro de 2011, foi lançada uma edição especial de Ágape em capa dura, o qual recebeu ilustrações de Rui de Oliveira. Internacionalmente, o livro foi lançado em Portugal em 2012 pela Porto Editora, que no ano posterior, lançou a sua versão orientada ao público infantil, Agapinho. Ainda em 2012, foram publicadas uma edição na Espanha pela editora Aguilar e uma edição na Coreia do Sul, sob o título de 아가페. Em 2013, sob o título de Agapè, o livro foi publicado na França pela editora Robert Laffont. Outros países como Polônia, Ucrânia e Itália, também receberam suas respectivas edições de Ágape.

### Agapinho
Através da popularidade da publicação de Ágape, em 16 de abril de 2012, Rossi lançou Agapinho: Ágape para crianças, uma versão da obra orientada ao público infantil. Agapinho foi criado com a intenção de servir a uma formação religiosa. O título possui ilustrações de Thais Linhares, além do encerramento de cada capítulo conter uma oração escrita para o público infantil.